# Смишко, Иван Иванович
Иван Иванович Смишко (9 февраля 1930, Большой Токмак, Запорожская область — 16 марта 1995, Запорожье) — советский металлург, первый горновой Запорожского металлургического комбината «Запорожсталь» имени Орджоникидзе. Герой Социалистического Труда (1971).

## Биография
Родился 9 февраля 1930 года в городе Токмак Запорожской области в крестьянской семье. Украинец. Член КПСС с 1963 года.
С октября 1941 года по сентябрь 1943 года находился на временно оккупированной территории. С 1944 года работал в колхозе села Коханое Токмакского района. В 1949 году окончил ремесленное училище № 5 города Запорожье по специальности горнового доменных печей. С того же года работал горновым, первым горновым на металлургическом комбинате «Запорожсталь». В 1952—1955 годах служил в Советской армии, после чего вернулся на комбинат.
Указом Президиума Верховного Совета СССР от 30 марта 1971 года за выдающиеся успехи, достигнутые при выполнении заданий пятилетнего плана по развитию чёрной металлургии Смишко Ивану Ивановичу присвоено звание Героя Социалистического Труда с вручением ордена Ленина и золотой медали «Серп и Молот».
В 1970-х годах около пяти лет работал в Иране на пуске домны металлургического комбината в городе Исфаган. После выхода на пенсию в 1980 году работал мастером-наставником ГПТУ № 8, которое готовило специалистов для комбината «Запорожсталь».
Жил в городе Запорожье. Умер 16 марта 1995 года в городе Запорожье, где и похоронен на Капустяном кладбище.

## Награды
- медаль «Серп и Молот» (30 марта 1971);
- дважды Орден Ленина (22 марта 1966, 30 марта 1971);
- медаль «В ознаменование 100-летия со дня рождения Владимира Ильича Ленина».